# 伏野原の戦い
伏野原の戦い（ふせのんはいのたたかい）は、戦国時代の天文5年（1536年）12月6日～7日（旧暦）に、薩摩国萩別府伏野原（現在の鹿児島市石谷町と犬迫町の境界付近）において行われた野戦である。

## 概要
天文5年、梅久の子である石谷忠栄は島津忠良（日新斎）・島津貴久親子の呼びかけに応じて、反・実久の兵を石谷城で挙げた。
これに対し、天文5年12月、当時の出水城主島津実久は、1000騎以上の兵を率いて横井（現在の鹿児島市犬迫町横井地区）に本陣を構え、石谷城制圧を試みた。この報告を受けた石谷梅久は、反撃のため兵約300騎を率いて12月6日に鹿児島を出発し、途中伊敷を経由して同日午後6時頃に横井村に到着した。
同日の深夜、伏野原（ふせのんはい）において野戦が始まったが、そもそも兵力に3倍以上の差がある上、島津軍が伏兵を敷いていたために、石谷軍は敗北、翌12月7日の明け方に梅久も戦死した。
石谷氏は島津忠良（日新斎）より伏野原の戦いでの功をたたえられ、石谷の他に土橋（現在の日置市伊集院町土橋）の町田の領有を認められ、神殿の加増を許されたとされる。